# 统景镇
统景镇，是中华人民共和国重庆市渝北区下辖的一个乡镇级行政单位。

## 行政区划
统景镇下辖以下地区：
街道社区、前锋村、合理村、御临村、河坝村、中和村、平安村、裕华村、骆塘村、兴发村、胜利村、长堰村、江口村、中坪村、远景村、龙安村、民权村、滚珠村、印盒村、黄印村、西新村和荣光村。